# NA48
NA48 ist ein Experiment aus der Elementarteilchenphysik, in dem die Physik von Kaonen untersucht wird. Besonderes Augenmerk gilt der CP-Verletzung. Das Experiment befindet sich in der North Area des CERN am Super Proton Synchrotron. Aus dem Aufbau gingen die Experimente NA48-1, NA48-2 und das auch NA62 genannte NA48-3 hervor. 

## Geschichte
Im Jahre 1999 gelang es an NA48, ebenso wie an KTeV, die Indizien für eine direkte CP-Verletzung aus dem Experiment NA31 zu bestätigen.
Die erste Ausbaustufe NA48-1 ging im Jahre 2002 mit minimal verändertem Aufbau in Betrieb und suchte vorrangig nach sehr seltenen KS-Zerfällen. Aber auch einige Hyperon- und weniger seltene Ks-Zerfälle wurden untersucht.
NA48-2 wiederum hatte es sich zum Ziel gesetzt, mit einer möglichst hohen Statistik die Zerfälle geladener Kaonen zu untersuchen. Die Datenerhebung fand in den Jahren 2003 bis 2004 statt.
Die dritte Erweiterung NA48-3, welche jetzt unter NA62 geführt wird, soll den seltenen Zerfall
{\displaystyle K^{+}\rightarrow \pi ^{+}\nu {\bar {\nu }}}
untersuchen. Das Experiment befindet sich derzeit in der Aufbauphase und begann 2016 mit der Datennahme.

## Funktionsweise und Ergebnisse
Bei NA48 wurde das Doppelverhältnis {\displaystyle R=\left\vert {\frac {L^{00}}{S^{00}}}{\frac {L^{+-}}{S^{+-}}}\right\vert =\left\vert {\frac {A(K_{L}\rightarrow \pi ^{0}\pi ^{0})}{A(K_{S}\rightarrow \pi ^{0}\pi ^{0})}}{\frac {A(K_{L}\rightarrow \pi ^{+}\pi ^{-})}{A(K_{S}\rightarrow \pi ^{+}\pi ^{-})}}\right\vert } gemessen.
Darin bezeichnen die {\displaystyle A} die verschiedenen Zerfallsamplituden der beiden Zustände {\displaystyle K_{L}} (langlebig) und {\displaystyle K_{S}} (kurzlebig).
Dieses Verhältnis kann über die Beziehung {\displaystyle \Re \left({\frac {\epsilon '}{\epsilon }}\right)=(1-R)/6} zur Messung der direkten CP-Verletzung verwendet werden.
Der KL-Strahl wurde, ebenso wie der KS-Strahl, mittels 450 GeV-Protonen erzeugt, die auf ein Target auftrafen. Das KL-Target stand dabei 200 m vor dem Detektor, das KS-Target 100 m. Die Unterscheidung der KL- und KS-Zerfälle erfolgte über eine auf 10−10 s genaue Messung der Flugzeit und die dadurch mögliche Bestimmung des Herkunftsortes.
Die geladenen Pionen wurden im Experiment in vier Driftkammern nachgewiesen, welche in Paaren hinter und vor einem Dipolmagneten aufgestellt waren. Die ungeladenen Pionen wurden über ihren Zerfall in Photonen nachgewiesen in einem Krypton-Tank, der in 13.212 Zellen der Größe 2 × 2 cm2 aufgeteilt war.
Das Ergebnis des Experimentes ist {\displaystyle {\frac {\epsilon '}{\epsilon }}=(1,47\pm 0,22)\times 10^{-3}.}